# Rue de Cette
La rue de Cette est une ancienne voie des entrepôts de Bercy, dans le  12e arrondissement de Paris, en France.

## Origine du nom
Le nom de cette rue fait référence au vin produit dans la région de Sète, dans le département de l'Hérault, dont le nom s'orthographiait « Cette » jusqu'en 1927.

## Situation
Cette voie des entrepôts de Bercy débutait cour Gilles et se terminait rue de Nuits.

## Historique
Cette rue a été ouverte en 1878.
Elle disparait vers 1993 lors de la démolition des entrepôts de Bercy dans le cadre de l'aménagement de la ZAC de Bercy.
Son emplacement est désormais occupé par l'AccorHotels Arena.